# Sirawai
Sirawai é um município de  quarta classe de renda municipal (d) na província Zamboanga do Norte, nas Filipinas. De acordo com o censo de 1 de maio  de  2020 possui uma população de 31 163 pessoas e 6 511 domicílios.